# Lizardo Montero Flores
Lizardo Montero Flores (Piura; 27 de maio de 1832 — 5 de fevereiro de 1905) foi um político e Presidente do Peru de 15 de Janeiro de 1881 a 28 de Outubro de 1883.
Serviu brevemente como Presidente Provisório da República do Peru em 1881, durante a Guerra do Pacífico.

## Vida
Lizardo Montero ingressou na Marinha do Peru na década de 1850. Sete anos depois, a bordo da fragata Apurímac, apoiou o golpe de Manuel Ignacio de Vivanco. Entre 1858 e 1862 ele viajou para a Espanha.
Em 1865, ele apoiou o general Mariano Ignacio Prado em seu golpe de estado contra o general Juan Antonio Pezet. Ele foi então promovido ao posto de capitão de corveta e estava no comando do esquadrão peruano durante o conflito com a Espanha em 1866.
Em 1871, Montero estava entre os fundadores do Partido Civilista. Ele foi escolhido senador por sua Piura natal e, cinco anos depois, foi promovido ao posto de almirante. Após a declaração da guerra do Prado, Montero Flores foi nomeado chefe militar e político das províncias do sul do Peru.
Depois de uma breve derrota em uma campanha naval, ele partiu para Lima, onde se juntou às forças de Nicolás de Piérola. Ele lutou na Guerra do Pacífico durante as batalhas de San Juan e de Miraflores em janeiro de 1881. Após a ocupação de Lima, partiu para Huaraz como chefe militar e político das províncias do norte. Em 1881 foi escolhido como primeiro vice-presidente Francisco García Calderón.
Após a deportação de García Calderón, Montero foi nomeado presidente interino e iniciou as negociações de paz com o governo do Chile. Sua recusa em ceder qualquer território ao Chile o forçou a transferir brevemente o congresso peruano para Arequipa. Montero deixou o país após o Tratado de Ancón em 1883. Em 1890, ao retornar ao Peru, foi novamente nomeado senador por sua Piura natal.